# 樹枝状方式
樹枝状方式（じゅしじょうほうしき、または樹枝方式）とは、放射状方式とも呼ばれる、高圧フィーダーを需要に応じて樹枝状に分岐させ、区分開閉器を通して接続された変圧器で供給する、配電方式である。
日本では、高圧-低圧配電方式として広く用いられている。

## 特徴
- 保安装置などの施設が単純で安価である。
- 幹線から分岐線を敷設するだけで、新規需要に対応可能である。
- 分岐線の事故時は、簡単に分岐線を開放でき、停電範囲を局在化できる。

- 幹線の事故時は、停電が広範囲となる。